# Metacrilato di metile
Il metacrilato di metile è l'estere dell'acido metacrilico e del metanolo.
A temperatura ambiente è un liquido incolore, infiammabile, irritante, dall'odore caratteristico. Data la sua elevata tendenza a polimerizzare spontaneamente, viene conservato con aggiunta di tracce di composti stabilizzanti (ad es. l'idrochinone), capaci di inibire la reazione di polimerizzazione.

## Sintesi
Una delle possibilità ("ACH route") è partire da acetone e dall'acido cianidrico; la cianidrina ottenuta viene poi fatta reagire con metanolo e acido solforico che saponificano ed esterificano il gruppo nitrile -CN e disidratano la molecola.
Il principale impiego del metacrilato di metile è la produzione del corrispondente polimero, il polimetilmetacrilato, o PMMA, commercialmente noto come plexiglas.
È utilizzato anche nel trattamento di conservazione delle pelli per la tassidermia.